# Foro08
foro08（フォロ・ゼロット）は、2005年（平成17年）に結成されたデザインクリエイターのためのフォーラム。
東京を中心に、世代とジャンルを超えて、生活文化とデザインのジャンルでトークや展示などの活動を行っている。
工学院大学教授で建築家の西森陸雄を主宰に、千葉工業大学准教授で建築家の今村創平、インテリアデザイナーの橋本夕紀夫、東京藝術大学デザイン科教授でアートディレクター松下計、人気ブランド「ミナ・ペルホネン」の創業者でファッションデザイナーの皆川明、キュレーター／プロデューサーの生駒尚美により結成された。